# Balduin II. von Holland
Balduin II. von Holland († 30. April 1196 in Mainz) war Bischof von Utrecht und der Sohn des Grafen Dietrich VI. von Holland.

## Leben
Nachdem er eine Zeit lang Propst des Kapitels zu Oldenzaal gewesen war, und eine ähnliche Stelle an der St. Marienkirche in Utrecht bekleidet hatte, folgte er im Jahr 1178 dem verstorbenen Gottfried im Bistum Utrecht.
Seine Zeitgenossen rühmen ihn als einen sehr sanftmütigen Mann und priesen seine Keuschheit auf eine Weise, welche die seiner geistlichen Brüder stark in Verdacht bringt. Trotz seiner Sanftmütigkeit zeigte der Grafensohn Balduin Mut bei der Verwaltung der weltlichen Güter des Bistums. Fortwährend führte er Streit gegen die Bewohner Groningerlands und Drenthes, welche sich oftmals gegen die Macht des Utrechter Bischofs auflehnten. Auch kam es zwischen ihm und dem Grafen von Geldern zu einem blutigen Zusammenstoß über den Besitz eines Landstriches namens Veluwe. Im Jahr 1188 versöhnte er sich auf dem Reichstag zu Mainz, wahrscheinlich durch Vermittlung des Kaisers Friedrich I. Barbarossa, mit seinem Gegner Otto von Geldern, welcher sich dem Dritten Kreuzzug anschließen wollte, aber nach den Begriffen jener Zeit vorher mit seinen Feinden versöhnt sein musste.
Von Balduins geistlicher Wirksamkeit wird wenig erwähnt. Als er im Jahr 1192 in Köln, wo er Bruno von Berg ordnen sollte, den Erzbischöfen von Trier und Verdun den Vorrang abtreten musste, zog Balduin sich zurück. Nachdem Otto von Geldern aus dem Heiligen Land zurückgekehrt war, erneuerte sich der Streit mit diesem. Balduin begab sich nach Mainz, um die Hilfe des Kaisers Heinrich VI. anzurufen, aber schon wenige Tage nach seiner Ankunft starb er. In der St. Martinskirche zu Utrecht wurde er begraben.